# Дидюля, Евгения Сергеевна
Евгения Сергеевна Дидюля (в девичестве Костенникова; род. 23 января 1987, Самара, Россия), более известна под сценическим псевдонимом ЕVГеника — российская поп, этно-поп и фолк-певица.
Супруга гитариста и композитора Валерия Дидюли.

## Биография
Евгения Дидюля родилась 23 января 1987 года в Самаре. В возрасте двух лет переехала с родителями в Новотроицк. Окончила музыкальную школу по классу фортепиано, а после окончания 9 классов гимназии, поступила в Оренбургский государственный колледж искусств имени Ростроповичей, который закончила с красным дипломом. Позже переехала в Москву, где поступила в Российскую академии музыки имени Гнесиных по классу народный вокал, которую также окончила с красным дипломом.
В 2016 году совместно с проектом «ДиДюЛя», основателем которого является её супруг Валерий Михайлович Дидюля, записала альбом под названием «ЕVГеника». В этом же году записала клип «Мигалки», режиссёром которого стал клипмейкер под псевдонимом Бебешка.
В 2017 году выпустила дебютный альбом под названием «Оптимистка» в который вошли 11 треков. В этом же году Евгения Дидюля совместно с Олегом Ломовым выпустили видеоклип на песню «Штаны на вырост», премьера которого состоялась 5 декабря. Позже выпустила клипы на песни «Бабы», «Чувствовало сердце», «После меня» и «Не любовь». В 2019 году написала книгу под названием «Как быть успешной мамой: воспитание детей, карьера, творчество и счастливая семья».
В 2020 году приняла участие во всероссийском вокальном конкурсе «Новая звезда-2020». Является лауреатом международных и всероссийских конкурсов.

## Дискография

### Альбомы
| Оценки критиков | Оценки критиков |
| Источник        | Оценка          |
| --------------- | --------------- |
| InterMedia      | [ 2 ]           |

| Оценки критиков | Оценки критиков |
| Источник        | Оценка          |
| --------------- | --------------- |
| InterMedia      | [ 4 ]           |

| Год  | Название         | Подробнее                                                                              |
| ---- | ---------------- | -------------------------------------------------------------------------------------- |
| 2017 | «ЕVГеника»       | - Выпущен: 2016 - Формат: цифровое скачивание - Лейбл: Союз Мьюзик                     |
| 2017 | «Оптимистка»     | - Выпущен: 2017 - Формат: цифровое скачивание - Лейбл: EVгеника                        |
| 2019 | «Дидюля&Евгения» | - Выпущен: 2019 - Формат: цифровое скачивание - Лейбл: Первое музыкальное издательство |